# Georgios Grivas
Geórgios Grívas, em grego:  Γεώργιος Γρίβας (Trikomo, Famagusta, 6 de junho de 1897 — Limassol, 27 de janeiro de 1974), foi um militar cipriota.
Foi chefe da "Organização X" durante a ocupação alemã; constituiu em 1954 o movimento terrorista EOKA, na luta contra os ingleses, onde era conhecido pelo nome de guerra "Digenis" (Διγενής). Tenente-general desde 1959, Grivas comandou a Guarda Nacional de Chipre a partir de 1964.
Grivas era um fervoroso partidário da enosis, união do Chipre com a Grécia.

## A EOKA: Organização Nacional de Combatentes Cipriotas
Em março de 1950, com o apoio de Makarios III, Grivas regressa ao Chipre como líder da organização clandestina EOKA, que tinha por objectivo forçar a Grã Bretanha a abandonar a ilha cipriota e uni-la à Grécia. "Digenis" foi o nome de guerra escolhido em homenagem a Digenis Akritas, herói lendário das canções populares, membro da elite Akrites, protectora da fronteira do Império Bizantino.
A causa da enosis (união do Chipre com a Grécia) era muito popular na ilha e também na Grécia. A acção da EOKA começou com uma proclamação pública e uma série de ataques-bomba às quatro maiores cidades e às instalações militares inglesas, no dia 1 de abril de 1955.
Grivas dirigiu as primeiras operações a partir do seu esconderijo, em Nicósia, mas depressa o abandonou, mudando-se para as monhanhas de Troodos para conduzir as equipas de guerrilha. Escapou por duas vezes à captura pelas forças militares britânicas em Spilia (Dezembro de 1955) e nas proximidades do Mosteiro de Kikkos (Maio de 1956). Um mês depois, deixou as montanhas e encontrou refúgio em Limassol, a partir de onde dirigiu os aspectos militares e políticos da luta, já que Makarios, em março de 1956, fora expatriado pelas autoridades.
Com panfletos e operações da EOKA, que incluíam manifestações, incursões, sabotagem, bombas, ataques com metralhadora e emboscadas, animou o espírito da população levando homens, mulheres e crianças a actuar em nome da enosis.
As autoridades britânicas responderam com medidas de emergência que incluíram toques de recolha, apreensões, prisão e pena de morte por enforcamento. As tropas inglesas não estavam preparadas para este tipo de guerra e, por isso, estas medidas fracassaram, não conseguindo repor a situação sob controlo.
Uma vez que as suas acções procuravam, não só, a independência mas também a enosis, a EOKA acabou por desencadear a oposição da comunidade turco cipriota (que se recusava a viver num país sob domínio grego) e do governo turco (que não queria que a Grécia ganhasse o controlo do Mediterrâneo Oriental e aproximasse os seus domínios do litoral sul da Anatólia).
A direcção do AKEL, partido comunista do Chipre, acusou a EOKA de atacar os militantes desse partido. Atribuíram estas actividades ao anticomunismo de Grivas e a um esforço da Organização Nacional de Combatentes Cipriotas para limitar a influência do partido. Os veteranos da EOKA negaram estas acusações, acrescentando que a organização atacou somente os traidores e colaboradores cujas actividades comprometeram directamente os combatentes da EOKA ou minaram a luta armada.
A reacção turca e turco cipriota à EOKA e à enosis foi expressa pela fundação da organização subterrânea TMT (Organização de Resistência Turca) e da ideia de taksim (divisão da ilha em duas porções separadas: a greco cipriota e a turco cipriota).
As negociações iniciais entre a Grécia, o Reino Unido e a Turquia, que posteriormente incluíram os representantes do lado greco cipriota e turco cipriota, conduziram à criação de um Estado independente em 1960, a República do Chipre.
Com a assinatura dos Tratados de Zurique e de Londres, em 1959, e a declaração do Chipre como Estado independente, Grivas recusou o cessar-fogo, uma vez que o objectivo da organização (a enosis) não tinha sido alcançado.
Em março de 1959, Digenis saiu do seu esconderijo e mudou-se para Atenas, onde o receberam como um herói e foi distinguido com as mais altas condecorações pelo Parlamento grego e a Academia de Atenas.